# آنتون شال
آنتون شال (انگلیسی: Anton Schall; ۲۲ ژوئن ۱۹۰۷ – ۱۰ اوت ۱۹۴۷) بازیکن فوتبال اهل اتریش بود.
از باشگاه‌هایی که در آن بازی کرده‌است می‌توان به باشگاه فوتبال آدمیرا واکر مودلینگ اشاره کرد.
وی همچنین در تیم ملی فوتبال اتریش بازی کرده‌است.